# 拉萨罗·查孔·冈萨雷斯
拉萨罗·查孔·冈萨雷斯（西班牙語：Lázaro Chacón González；1873年6月27日—1931年4月8日）是危地马拉军人、政治家，1926年9月26日代理危地马拉总统，同年12月18日当选为总统，1931年1月2日卸任。

## 生平
1926年9月26日，前总统何塞·玛丽亚·奥雷利亚纳·平托在安地瓜逝世，副总统查孔被委任代理危地马拉总统，直到同年12月18日，他击败竞争对手豪尔赫·乌维科当选为总统。
查孔即位后，瓜地馬拉的寡头势力松弛，政府也放宽了对社会的管控，国内劳工权益得到了一定的保障，受到科尔多瓦大学自治运动的影响，危地马拉圣卡洛斯大学也获得了自治权，不少师范学校也成为孕育该国批判性思维的摇篮。1929年，受到大蕭條影響，瓜地馬拉經濟崩潰，失業率飆升，導致工人與勞動者浮動不安。尽管如此，1930年3月30日，由雷塔卢莱乌通往克萨尔特南戈的洛斯阿尔托斯铁路全线贯通，它是危地马拉第一条电力铁路，危地马拉政府为此发行了数枚邮票以纪念其通车，当年，瓜地馬拉第一家广播电台TGW也创立开播。

## 卸任和逝世
1930年12月，查孔总统突然中风，他不得不在1930年辞职，并且指定鲍迪里奥·帕尔马成为代理总统，但是，鲍迪里奥·帕尔马在上任仅四天后就被武装力量罢免，曼努埃尔·奥雷利亚纳将军上台。美国极力反对曼努埃尔·奥雷利亚纳政府，并且动用强力手段使曼努埃尔·奥雷利亚纳辞职，何塞·玛利亚·雷纳·安德拉德上台。由于对安德拉德的不信任，自由党和进步党结盟选举乌维科上台。1931年2月7日豪尔赫·乌维科当选新一任总统，危地马拉政局才趋于稳定。1931年4月8日，查孔在美国新奥尔良因中风逝世。